# 대천흥
대천흥(大天興, 928년 ~ 929년)은 현재의 중국 윈난성 지역에서 대장화의 뒤를 이어 세워진 나라이다. 흥원국(興源國)이라고도 한다.

## 역사
928년, 대장화의 청평관(淸平官)이었던 조선정이 동천절도사(東川節度使) 양간정과 함께 대장화의 3대 황제 정륭단을 죽이고 대장화를 멸망시켰고, 황제로 즉위하여 국호를 대천흥이라고 하였다. 연호를 존성(尊聖)이라고 하였다.
929년, 양간정이 조선정을 폐위한 뒤 대천흥을 멸망시키고 황제로 즉위하여 국호를 대의녕이라고 하였다. 조선정은 그 해에 살해되었고, 시호는 도강황제(悼康皇帝)이다. 대천흥은 건국된 지 1년 만에 멸망하였다.

## 역대 군주
| 대수 | 시호                | 휘             | 재위 기간     | 연호       | 비고 |
| ---- | ------------------- | -------------- | ------------- | ---------- | ---- |
| 1    | 도강황제 (悼康皇帝) | 조선정(趙善政) | 928년 ~ 929년 | 존성(尊聖) |      |